# Staatsbürger-Taschenbuch
Das Staatsbürger-Taschenbuch ist ein Handbuch, das den Staat, die Verwaltung und die Wirtschaft der Bundesrepublik Deutschland sowie die Grundzüge Europas erläutert. Ein besonderer Schwerpunkt liegt auf den Aspekten der Rechtsstaatlichkeit. 
Das Werk geht auf den Regierungsrat Otto Model zurück. Schon im 19. Jahrhundert waren ähnliche Handbücher veröffentlicht worden. Models erste Auflage erschien in der Weimarer Republik im Jahre 1925 unter dem Titel „Deutsches Staatsbürger-Taschenbuch“ im Verlag Sudau. Die 9. Auflage folgte bereits 1929, die 10. schließlich 1930.
Die Zeit des Nationalsozialismus führte zu einer neuen Episode. Die 11. Auflage wurde 1936 als „Staatshandbuch des Volksgenossen“ mit Hans Karl Leistritz als Herausgeber fortgesetzt. Eine zweite Auflage erschien 1943 als „Reichskunde. Geschichte, Grundsätze und Organisation des Deutschen Reiches. Das Staatshandbuch des Volksgenossen.“
Mehrere Jahre nach der Gründung der Bundesrepublik Deutschland erschien das Werk 1957 im Verlag C. H. Beck – in der Zählung neu beginnend als erste Auflage – unter dem Titel „Staatsbürger-Taschenbuch. Alles Wissenswerte über Staat, Verwaltung, Recht und Wirtschaft mit zahlreichen Schaubildern.“ Ab der 7. Auflage im Jahre 1966 führte Carl Creifelds die Herausgabe fort, ab der 21. Auflage im Jahre 1983 Gustav Lichtenberger, ab der 28. Auflage im Jahre 1995 Gerhard Zierl.
2022 ist die 35. Auflage erschienen.